# Marc Martí Moreno
Marc Martí Moreno   (Molins de Rei, 1 d'octubre de 1966) és un copilot que ha competit al Campionat Mundial de Ral·lis, al Campionat d'Europa de Ral·lis i al Campionat d'Espanya.
Actualment és el copilot del mexicà Miguel Granados. Anteriorment ha estat copilot, entre d'altres, del bicampió mundial Carlos Sainz, amb qui va aconseguir dues victòries al WRC, Dani Sordo, Chus Puras o Oriol Gómez.

## Trajectòria esportiva
Els seus primers passos professionals dintre del copilotatge els realitzà, l'any 1986, amb el pilot català Josep Anton Rovelló amb un Renault 5 GT Turbo. Posteriorment, a partir de 1991 es converteix en el copilot d'Oriol Gómez, conduint per diferents marques com Peugeot, Renault i Seat, arribant a guanyar el Campionat d'Espanya de Ral·lis d'Asfalt i disputant les temporades 1997 i 1998 la categoria 2 Litres del Campionat Mundial de Ral·lis amb el Seat Ibiza Kit Car de Seat Sport.
Posteriorment, l'any 1999 fitxà per l'equip Citroën, on es convertí en el copilot de Jesús Puras, amb el qual també arribà a guanyar el Campionat d'Espanya de Ral·lis d'Asfalt l'any 2000. També disputà puntualment diversos ral·lis del campionat mundial, arribant a guanyar el Tour de Còrsega del 2001, prova on ja havien acabat segons l'any 1999.
Aquest reconeixement a nivell estatal li valgué perquè quan l'any 2002 Carlos Sainz necessità un copilot pel Ral·li de Catalunya, a causa de la lesió de Luís Moya, Martí es convertís en el substitut elegit. Un fet que també provocà que, al finalitzar aquella temporada, on Luís Moya es retirà de la competició, Marc Martí es convertí en el nou copilot de Carlos Sainz amb l'equip Citroën per la temporada 2003 del Campionat del Món de Ral·lis.
La temporada 2003, Sainz i Martí finalitzen el campionat en tercera posició amb un Citroën Xsara WRC, aconseguint la victòria al Ral·li de Turquia. La temporada següent, finalitzaren quarts del Campionat Mundial, assolint la victória al Ral·li de l'Argentina.
Amb la retirada de Carlos Sainz l'any 2005, Marc Martí es converteix en el copilot de Daniel Sordo, amb el qual es proclama campió del Campionat Mundial de Ral·lis júnior i del Campionat d'Espanya de Ral·lis d'Asfalt amb un Citroën C2. No obstant, caldria destacar que, amb el retorn puntual a la competició de Sainz al Ral·li Acròpolis i al Ral·li de Turquia, Martí torna a fer-li de copilot a Sainz.
La següent temporada, Marc Martí és el copilot de Daniel Sordo en el Campionat del Món de Ral·lis a l'equip oficial Citroën, finalitzant el Campionat en cinquena posició amb un segon lloc al Ral·li d'Alemanya com a millor resultat amb el Citroën Xsara WRC. A la temporada 2007 finalitzen quarts del Campionat Mundial, aquest cop amb un Citroën C4 WRC. A la temporada 2008 i 2009 finalitzen tercers del Camionat Mundia, mentre que a la temporada 2010 ho fan en sisena posició, trencant la seva relació al finalitzar la temporada i Sordo substitueix Martí per Diego Vallejo.
La temporada 2011 Martí no exerceix de copilot, tornant a la competició puntualment al 2012 com a copilot d'Eliseo Salazar pel Ral·li de l'Argentina amb un Mini John Cooper Works WRC. Posteriorment, al 2012 també fa puntualment de copilot de Dani Sordo al Monza Rally Show amb un Citroën DS3 WRC oficial, guanyant la prova.
L'any 2014, Marc Martí tornaria a ser copilot de Dani Sordo al Campionat Mundial de Ral·lis amb l'equip Hyundai. Aquella primera temporada disputen sis proves, finalitzan segons al Ral·li d'Alemanya amb el Hyundai i20 WRC. Al 2015 disputen la temporada sencera, amb un tercer lloc al Ral·li de Catalunya com a millor resultat, finalitzant vuitens del Campionat. Al 2016 finalitzen el Campionat Mundial en cinquena posició i l'any 2017 en sisena, si bé al acabar aquella temporada, la relació entre Sordo i Martí acabaria definitivament.
L'any 2018 esdevé copilot de Ricardo Triviño al campionat NACAM, competint també aquell any amb Nil Solans. A partir d'aleshores, Martí es converteix en copilot habitual de diferents pilots en diferents campionats: Pedro Heller, Alberto Heller, Ricardo Triviño, Nil Solans, Bruno Bulacia o Miguel Granados. Copilotant a Nil Solans guanya el Campionat d'Espanya de Ral·lis de Terra de l'any 2020 i amb Ricardo Triviño guanya el NACAM de les temporades 2018, 2019 i 2020. La temporada 2023 es converteix en el copilot del mexicà Miguel Granados, disputant bàsicament proves del NACAM.

## Victòries al WRC
| # | Ral·li                                 | Any  | Pilot        | Vehicle           |
| - | -------------------------------------- | ---- | ------------ | ----------------- |
| 1 | 45ème Tour de Corse – Rallye de France | 2001 | Jesús Puras  | Citroën Xsara WRC |
| 2 | 4th Rally of Turkey                    | 2003 | Carlos Sainz | Citroën Xsara WRC |
| 3 | 24º Rally Argentina                    | 2004 | Carlos Sainz | Citroën Xsara WRC |